# NGC 1979
NGC 1979 (również PGC 17452) – galaktyka eliptyczna (E-S0), znajdująca się w gwiazdozbiorze Zająca. Odkrył ją William Herschel 20 listopada 1784 roku.